# Bartłomiej Socha
Bartłomiej Socha (ur. 26 sierpnia 1981 w Zabrzu) – polski piłkarz, napastnik.

## Życiorys
Wychowanek Górnika Zabrze. Syn Edwarda Sochy, byłego piłkarza zabrzan i Odry, a obecnie prezesa Odry Wodzisław. Jako nastolatek Bartek wyjechał uczyć się do Wrocławia i grał w tamtejszym SMS. Później były: Stal Mielec, Aluminium Konin, Włókniarz Kietrz. Jako 18-latek wylądował w Odrze gdzie jego ojciec był wówczas managerem. Dwuletni pobyt Sochy w Wodzisławiu nie należał do udanych i piłkarz został wypożyczony do Ruchu Radzionków. Później znów była Odra. Potem Koszarawa Żywiec, Podbeskidzie Bielsko-Biała, HEKO Czermno i łotewski Ditton Daugavpils. Socha niespodziewanie pojawił się w marcu 2007 na treningu swojego pierwszego klubu i został jego nowym graczem. Okazał się to trafny wybór, Socha w 9 meczach wiosny sezonu 2006/2007 (wszystkie zaczynał z ławki) zdobył 2 gole. Najważniejszy to ten, który przypieczętował utrzymanie zabrzan w ekstraklasie w meczu z Wisłą Płock. W lipcu 2007 piłkarz ponownie przeszedł do Odry. Dotychczasowy dorobek Sochy w ekstraklasie to 44 spotkania i 4 gole.